# Fogo de Ballantyne
O fogo de Ballantyne ou incêndio de ballantyne foi um incêndio urbano ocorrido em 18 de novembro de 1947, na loja de departamentos Ballantyne, no centro de Christchurch, na Nova Zelândia. Um total de 41 pessoas morreu no desastre, sendo 39 funcionários e dois auditores, que se viram presos pelo fogo ou sufocados pela fumaça durante a evacuação do complexo de lojas sem um alarme de incêndio ou plano de evacuação. É o incêndio mais mortífero da história da Nova Zelândia.

## Antecedentes
Ballantynes é uma loja de departamentos de Christchurch que remonta a um negócio de millinery e cortinas que começou na sala da frente de uma residência na Cashel Street em 1854. Depois de ser chamada de Dunstable House e passar por um par de proprietários e um par de edifícios à medida que crescia, foi comprada por John Ballantyne em 1872.
Desde o seu humilde início, a loja ballantynes expandiu-se até que, em 1947, ocupou 80 m de frente para a rua Cashel, 50 m na Rua Colombo e outros 21 m na Lichfield Street. Este local de canto nobre cobria cerca de um acre que continha sete edifícios unidos, seis dos quais tinham três ou mais pisos de madeira que estavam interligados em vários níveis por grandes passagens entre os edifícios para permitir que funcionários e clientes se movimentassem livremente sobre a loja. Ballantynes na época do incêndio era amplamente conhecida como a rainha das lojas de departamento na cidade. Os showrooms, salas de montagem, galeria de arte e suntuosos salões de chá atendiam à elite de Cantuária. O negócio era propriedade e gerenciado por dois irmãos e que eram da família Ballantyne. No entanto, uma fachada italiana digna escondia segredos perigosos. As divisórias interiores da loja tinham forros de fibra de madeira macia não tratados que tinham sido permitidos pelo Conselho da Cidade de Christchurch contrários ao seu próprio estatuto. Devido à quantidade de roupas feitas no local, os edifícios foram classificados como edifícios fabris, o que os ajudou a passar por uma inspeção do Departamento do Trabalho em 1943. Dois dos prédios haviam sido construídos antes das saídas de incêndio se tornarem um requisito obrigatório, e o Corpo de Bombeiros não havia orientado os proprietários a instalá-los, apesar de um estatuto de 1930 exigindo que o fizesse.
A proteção contra incêndios era fornecida por extintores manuais, embora os funcionários não tenham sido formalmente treinados em seu uso. Havia portas de incêndio operadas manualmente que podiam ser fechadas através das aberturas entre edifícios. Klaxons que haviam sido instalados durante a Segunda Guerra Mundial e o alarme de incêndio do Aspersão Vigilante em um edifício não tinham sido mantidos e ambos foram eventualmente removidos. Embora a loja tivesse realizado exercícios de evacuação durante a guerra, estas terminaram quando as hostilidades cessaram. Não havia plano de evacuação de emergência e a evacuação foi deixada por iniciativa de chefes de departamento individuais. Muitos funcionários só conheciam o layout de suas próprias salas de trabalho e desconheciam rotas alternativas de saída.
À data do incêndio, a loja Ballantynes empregava 458 pessoas, das quais mais de 300 eram mulheres. Muitos desses trabalhadores trabalhavam nos andares superiores em vários departamentos de escritório.